# さるとらへび

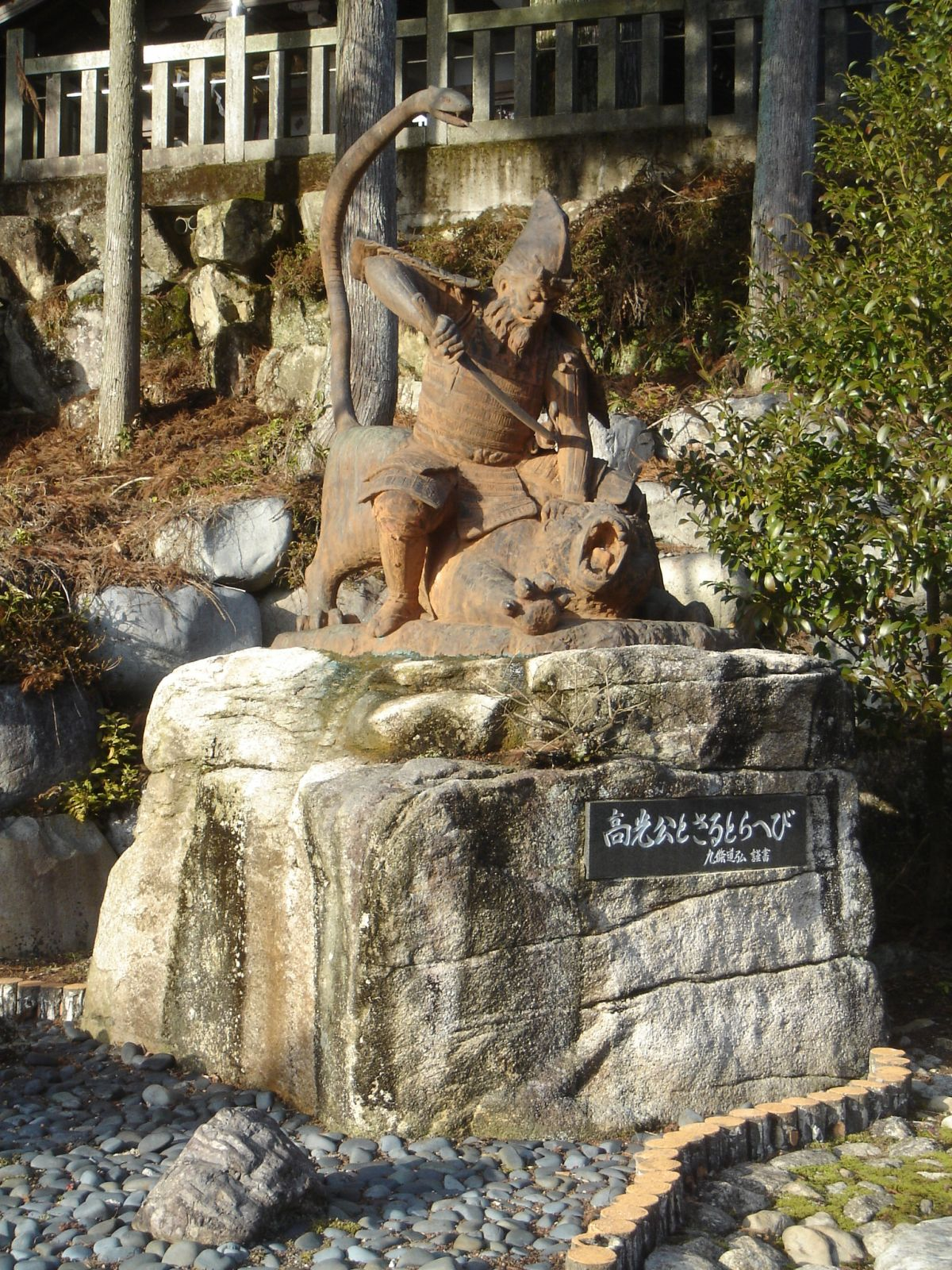
岐阜県関市の高賀神社にある「高光公とさるとらへび」の像

さるとらへび（猿虎蛇）は日本の伝説の生物。頭は猿、胴体は虎、尾は蛇であるとされる。

## 伝承
岐阜県旧洞戸村（現関市）付近に伝わる伝説に登場する魔物。高賀の「さるとらへび伝説」は口伝による。
高賀山に住む魔物が悪さをしていると聞いた朝廷が藤原高光を派遣し、瓢箪に化けていたさるとらへびを高光が討ち取った、とされる。
高光が配下を連れて当地に到着し、最初にさるとらへびを見つけたのが現在の金峰神社 (美濃市)である。このことから地名を「形知」（現・片知）と名づけ、形知の社として創建したのが金峰神社の始まりと伝わる。
都から派遣された兵では山での戦いに不慣れであると考えた高光は、先ず高賀山大本神宮大行事神社（現・高賀神社）を再建し、現地民と共に七昼夜妖怪退治の祈願をした。その後、高賀山麓の六ヶ所に神社（高賀山六社）をそれぞれ建立した。高賀神社での祈祷の日々に、高光は夢で「瓢箪を射よ」との神託を得た。

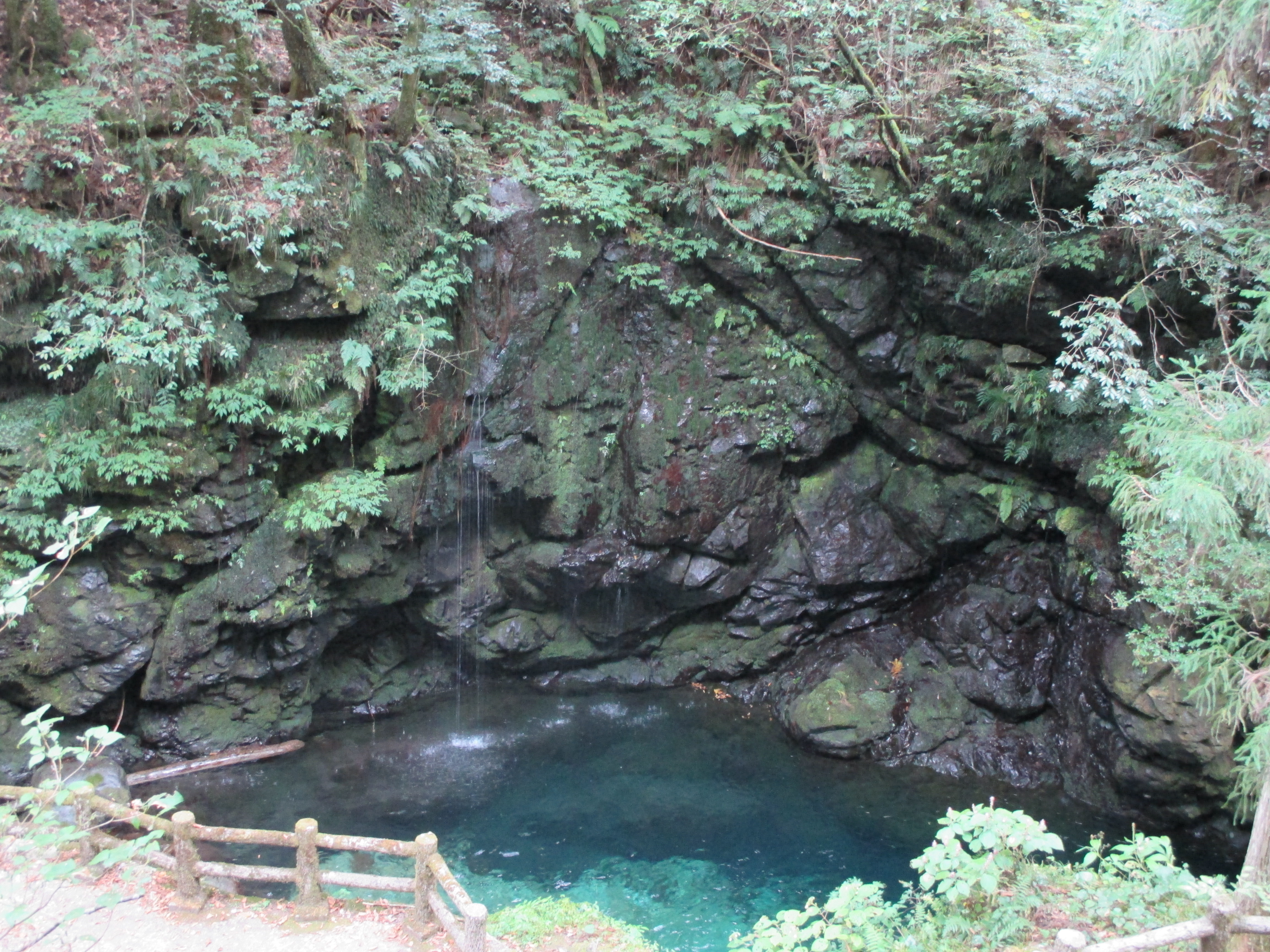
矢納ヶ渕

星宮神社も高賀山六社の中の一つ。伝説によると、藤原高光がこの辺りまできたときに、道がわからなくなってしまったが、善貴星という神が高光に粥を施したという。また、川の鰻が正しい道を教えたことにより、無事さるとらへびの元へ辿り着いた。このことから、名を粥川とし、この川では鰻を採ることも食することも禁止となった。「粥川ウナギ生息地」は大正13年（1924年）に国の天然記念物に指定されている。また、粥川中流域には高光が用いた矢を納めたと伝わる「矢納ヶ渕」がある。
高光が妖怪を追い求めて高賀から乙狩谷に来た時、山全体が黒雲に包まれて進めなくなってしまった。そのとき高光が矢を黒雲の中に放つと雲が無くなり、やがて滝にたどり着いた。この滝の近くの洞がさるとらへびの棲家であった。高光はこの滝で野宿をすると、滝の神々が妖怪を追い払う夢を見た。そこで滝のほとりに祠を建立したのが、瀧神社の始まりと伝わる。
高光は、神託に従って、ふくべヶ岳に至り、頂上の沼のほとりに立つ木に成った瓢箪の中から、ひときわ大きなものを見つけて矢で射た所、さるとらへびが討伐された。
その他、菅谷には高光が草鞋を履き替えたとされる「草鞋が森」、高賀山の神が討伐のための矢を作るように命じ、矢柄を作ったとされる矢作神社がある。矢作神社には宝物として妖怪退治に使った矢、木鉾、獅子頭が所蔵されている。